# Nerse de Iberia
Nerse (en georgiano: ნერსე: , también deletreado Nerses), de la dinastía Nersianida, fue un príncipe gobernante de Iberia (Kartli, Georgia oriental) de c. 760 a 772 y otra vez de 775 a 779/80.
Nerse sucedió a su padre, Adarnase III, Curopalates de Iberia, y desafió la hegemonía árabe en Georgia. En 772,  fue convocado por el Califa al-Mansur a Bagdad y encarcelado. Liberado por el Califa al-Mahdi (775–785), Nerse fue restaurado en Iberia en 775, pero otra vez tuvo problemas con los árabes, y fue forzado a huir, a través del Desfiladero de Darial, junto a los Jázaros. Recibido con honores, pero incapaz de obtener cualquier soporte sustancial allí, Nerse se desplazó a Abjasia donde su familia se había refugiado. Su cargo fue entregado por el Califa a su sobrino (hijo de su hermana) Esteban III. Nerse aceptó el hecho consumado y, con permiso árabe, regresó a Iberia, retirándose de la política. En 786, cuándo su Cristianizado criado árabe, Abo, fue martirizado, Nerse había desaparecido de la historia. Nerse Tuvo una hija que se casó con Adarnase I de Tao-Klarjeti.